# لیم چونگ او
لیم چونگ او (به انگلیسی: Lim Chong Eu) (چینی ساده: 林苍祐; چینی سنتی: 林蒼祐; پین‌یین: Lín Cāngyòu) (۲۸ مهٔ ۱۹۱۹ – ۲۴ نوامبر ۲۰۱۰) سیاستمدار مالزیایی بود، که از ماه مهٔ ۱۹۶۹ تا ماه اکتبر ۱۹۹۰، به عنوان دومین وزیر اعظم پنانگ خدمت نمود. وی هم چنین رئیس تشکیلات حزب حرکت مردم مالزی (گراکان) بود. او را معمار پنانگ امروزی نامیده‌اند.